# Леонтий (князь черниговский)
Леонтий (княжеское имя, возможно, Святослав, в иночестве Василий) — великий князь черниговский рубежа XIII/XIV веков.
В Любецком синодике упомянут после Романа Старого, при этом в одной строке с Романом упомянут его сын Олег. С последним часто отождествляется Леонтий, хотя в одной строке с отцом и без титула в синодике как правило упоминаются князья, не занимавшие престол. Безроднов В. С. обратил внимание на то, что Олег постригся в монахи под именем Леонтий, а Леонтий — под именем Василий, и считает Леонтия не сыном, а младшим братом Романа Старого. Историки отмечают, что Олег Романович уступал в родовом старшинстве своему преемнику на черниговском престоле Михаилу Дмитриевичу, в связи с чем делают вывод о «непродолжительном» княжении Олега. В некоторых Житиях встречаются сведения, что Леонтий/Олег, уйдя в монастырь, оставил престол брату Михаилу, при том, что родной брат Олега Михаил Романович, как считается, умер ещё в начале 1270-х годов. В православных календарях встречаются датировки смерти Олега начиная с последнего его упоминания в летописи (1285), в этом случае он не пережил отца и править (в Брянске или Чернигове) не мог.
Другая версия отождествляет Леонтия с Александром, отцом Михаила Александровича черниговского, сыном Константина Михайловича и племянником Романа Старого. Что является развитием версии Зотова Р. В. о деде Михаила Александровича Константине, устраняющим хронологические несоответствия путём добавления одного поколения.

## Престолонаследие. Брянск и Чернигов
Большинство историков считает, что с 1290-х годов в Брянске пресеклась местная династия и утвердилась смоленская, получившая права на Брянск из-за династического брака и реализовавшая их при поддержке Золотой Орды в рамках её успешной борьбы против улуса Ногая. И если Роман Старый был одновременно брянским и черниговским князем, то преемник Леонтия на черниговском престоле Михаил Дмитриевич — только черниговским. В точности неизвестно, был ли Леонтий брянским князем.
В синодике упоминается, что Леонтий постригся в монахи, оставив двунадесят тём (120 тыс взрослого мужского населения), передав престол, согласно сведениям разных православных календарей (об Олеге Брянском), брату либо брату Михаилу. У Олега Романовича был брат Михаил, однако он единственный раз упоминается в летописи в 1264 году, а преемником Леонтия на черниговском престоле действительно был Михаил (Дмитриевич), который мог быть троюродным или четвероюродным братом Леонтия. Отцом Михаила считается Дмитрий, убитый татарами (поз.42 Любецкого синодика). Последний как правило отождествляется с сыном Мстислава черниговского, погибшим вместе с отцом в первой битве с монголами на р.Калке.
Следующим известным брянским князем стал Василий Александрович, как правило считающийся представителем смоленских Ростиславичей. Войтович Л. В., реконструирует фигуру Александра Романовича как отца черниговского князя середины XIV века Михаила Александровича (но не Василия), полагая, что в случае прерывания брянской династии черниговский престол перешёл бы к глуховским князьям.